# 1959 Karbyshev
1959 Karbyshev (1972 NB) là một tiểu hành tinh vành đai chính được phát hiện ngày 14 tháng 7 năm 1972 bởi L. Zhuravleva ở Nauchnyj.